# Ellis Mano Band
Die Ellis Mano Band ist eine schweizerische Bluesrock-Band um den Sänger Chris Ellis und den Gitarristen Edis Mano.

## Bandgeschichte
Die Band ist ein Zusammenschluss von erfahrenen Musikern, die sich zuvor schon meist im Hintergrund einen Namen in der schweizerischen Musikszene gemacht haben. Chris Ellis stammt aus dem Freiamt und hat Musik studiert. Er arbeitet als Musiklehrer und war bis 2020 langjähriges Mitglied der A-cappella-Gruppe a-live. Edis Mano war zuerst ein gefragter Tontechniker, bevor er Anfang der 2010er Begleitgitarrist des Mundartsängers Kunz wurde und sechs Jahre lang blieb. Neben den beiden Köpfen gehören noch Schlagzeuger Nico Looser und Bassist Severin Graf zur Band. Beide sind erfahrene Studio- und Sessionmusiker, die auch schon international mit Interpreten wie Max Mutzke, Stefan Raab und Tracy Chapman zusammengearbeitet haben. Insbesondere Ellis und Mano wollten neben ihrer Arbeit mit Anderen ein eigenes Projekt ins Leben rufen und gründeten deshalb 2017 die Ellis Mano Band.
Im März 2018 veröffentlichte das Quartett die erste Single Whiskey und später im Jahr den Song Here and Now. Er wurde auch der Titelsong des Debütalbums, das im Mai 2019 erschien. Mit dem Album stiegen sie auf Anhieb auf Platz 8 der Schweizer Hitparade ein.

## Diskografie
Alben
- Here and Now (2019)
- Ambedo (2021)
- Luck of the Draw (2023)
- Live: Access All Areas (2024)
- Morph (2025)

Singles
- Whiskey (2018)
- Here and Now (2018)
- Where We Belong (2019)